# 頃侯 (燕)
頃侯（けいこう、生年不詳 - 紀元前767年）は、燕の君主。釐侯の子で、その後を受けて燕国の君主となった。在位24年。